# Vereinigte Großmärkte für Obst und Gemüse Rheinhessen
Die Vereinigten Großmärkte für Obst und Gemüse Rheinhessen, kurz VOG Ingelheim, ist ein Obst- und Gemüsehandelsunternehmen und die europaweit größte Vermarktungsorganisation für Sauerkirschen. Das Unternehmen hat seinen Hauptsitz in Ingelheim am Rhein.

## Landwirtschaftliches Umfeld
Rheinhessen ist eines der wichtigsten Obst- und Weinbaugebiete Deutschlands. Die Region im nördlichen Teil des Oberrheingrabens wird durch die umliegenden Mittelgebirge geschützt. Durch seine Lage im Lee von Hunsrück, Taunus, Odenwald und Nordpfälzer Bergland gehört Rheinhessen zu den wärmsten und trockensten Gebieten Deutschlands. Es herrscht ein besonders günstiges, gemäßigtes Klima mit wenig Regen, viel Sonne und hohen Durchschnittstemperaturen.
Im Rheintal und im angrenzenden Hügelland werden deshalb Kirschen, Zwetschgen, Äpfel, Mirabellen, Birnen und Beerenobst angebaut. Außerdem befindet sich hier ein bedeutender Anbau von Bleichspargel.

## Erfassungsmengen
Im Jahr 2013 wurden rund 18.000 Tonnen Obst und Spargel vermarktet. Damit wurde ein Umsatz von 14,5 Millionen Euro erzielt.
Im langjährigen Durchschnitt werden folgende Mengen erfasst und vermarktet:
- Steinobst
  - Süßkirschen 10.000 dt
  - Sauerkirschen 33.000 dt
  - Zwetschgen 52.000 dt
  - Mirabellen 16.000 dt
- Kernobst
  - Äpfel 30.000 dt
  - Birnen 7.500 dt

- Beerenobst 500 dt
- Gemüsespargel 2.700 dt

(dt = Dezitonne = ein Zehntel einer Tonne = 100 kg)

## Veredelungen
2004 investierte die VOG in einen Steinobstvollernter. Im Geschäftsjahr 2012 wurde die Investition in eine vierbahnige Steinobstsortieranlage abgeschlossen. Die zur Verfügung stehenden Flächen wurden im gleichen Jahr durch eine Hofüberdachung erweitert. In der Steinobstsaison 2013 wurde gemeinsam mit dem Kooperationspartner BayWa in Ingelheim eine zweite Steinobstverpackungslinie zum Abpacken der Produkte Süßkirschen, Mirabellen und Zwetschgen nach den Erfordernissen der Kunden, insbesondere im Lebensmitteleinzelhandel, in Betrieb genommen. Hiermit werden Premiumprodukte schonend in die „Convenient-food“-Packung verbracht.
De Einlagerung in CA- und ULO-Qualität (CA = Controlled Atmosphere, ULO = Ultra Low Oxygen) ermöglicht eine Verlängerung des Zeitraums für den Transport zum/vom Händler bis zur Abgabe an den Endverbraucher. Die modernen Lager ermöglichen die Einlagerung von bis zu 8.500 t Kernobst. Eine Besonderheit ist die Lagermöglichkeit von Sauerkirschen über mehrere Wochen. Dies wird durch große Kältemaschinenleistung in 10 Kühlräumen ermöglicht. Hier können die Sauerkirschen in der Haupterntezeit innerhalb von 48 Stunden um 34 Kelvin (von + 35 °C auf etwa 1 °C) heruntergekühlt werden.

## Beteiligungen
Die VOG Ingelheim ist beteiligt an der Obst vom Bodensee Vertriebsgesellschaft mbH.